# Dmitri Jewgenjewitsch Lugin
Dmitri Jewgenjewitsch Lugin (russisch Дмитрий Евгеньевич Лугин; * 1. April 1990 in Chabarowsk, Russische SFSR) ist ein russischer Eishockeyspieler, der seit Juni 2021 erneut bei Admiral Wladiwostok aus der Kontinentalen Hockey-Liga (KHL) unter Vertrag steht und dort auf der Position des rechten Flügelstürmers spielt.

## Karriere
Dmitri Lugin begann seine Karriere als Eishockeyspieler in seiner Heimatstadt in der Nachwuchsabteilung von Amur Chabarowsk. Von dort wechselte er in die Nachwuchsabteilung des Hauptstadtklubs HK Dynamo Moskau, für dessen Profimannschaft er in der Saison 2007/08 sein Debüt in der Superliga gab. Dabei erzielte er in drei Spielen ein Tor. Zuvor hatte er bereits seit 2006 für die zweite Mannschaft von Dynamo Moskau in der drittklassigen Perwaja Liga gespielt. Die Saison 2008/09 verbrachte der Flügelspieler bei Owatonna Express in der nordamerikanischen Juniorenliga North American Hockey League. Zur Saison 2009/10 kehrte er zu Dynamo Moskau zurück, für dessen Juniorenmannschaft MHK Dynamo er in dieser Spielzeit in der multinationalen Nachwuchsliga Molodjoschnaja Chokkeinaja Liga auflief.
Zur Saison 2010/11 wurde Lugin von seinem Heimatverein Amur Chabarowsk verpflichtet. Für diesen bestritt er zwei Spiele in der Kontinentalen Hockey-Liga, während er die gesamte restliche Spielzeit als Stammspieler bei der Juniorenmannschaft von Amur in der MHL verbrachte. In den folgenden drei Jahren etablierte er sich als Stammspieler bei Amur und wurde zur Saison 2014/15 zum Assistenzkapitän ernannt. Zudem steigerte er seine Punkteausbeute von Jahr zu Jahr, so dass er in der Saison 2014/15 auf 27 Scorerpunkte kam.
Im Juni 2015 wurde Lugin im Rahmen eines Tauschgeschäfts, welches insgesamt zwölf Spieler und zwei Transferrechte umfasste, an Admiral Wladiwostok abgegeben. Von Dezember 2016 an stand der Flügelstürmer bei Lokomotive Jaroslawl unter Vertrag, ehe er von Dezember 2017 bis zum Ende der Saison 2019/20 beim HK Sotschi spielte. Im August 2020 erhielt Lugin einen Probevertrag beim HK Witjas, ehe er im November 2020 zu Amur Chabarowsk zurückkehrte. Im Juni 2021 folgte die Rückkehr zu Admiral Wladiwostok, nachdem dieser wieder in die KHL aufgenommen worden war.

## Erfolge und Auszeichnungen
- 2010 Teilnahme am MHL All-Star-Game
- 2011 KHL-Rookie des Monats Dezember
- 2012 Alexei-Tscherepanow-Award  (bester Rookie der KHL-Saison)

## KHL-Statistik
(Stand: Ende der Saison 2019/20)